# Beania aspinosa
Beania aspinosa är en mossdjursart som beskrevs av Liu 1984. Beania aspinosa ingår i släktet Beania och familjen Beaniidae. Inga underarter finns listade i Catalogue of Life.